# Roger Duff
Roger Shepherd Duff (* 11. Juli 1912 in Invercargill; † 30. Oktober 1978 in Christchurch) war ein neuseeländischer Ethnologe und Museumsdirektor.

## Leben
Duff war der Sohn von Oliver Duff und Jessie Barclay. Sein Vater war zunächst Schullehrer und später Journalist sowie Herausgeber des New Zealand Listener. Nach der Absolvierung der Christchurch Boys’ High School studierte Duff an der University of Otago und am Canterbury University College, wo er 1935 den Bachelor of Arts erlangte und 1936 zum Master of Arts graduierte. In Otago studierte er Anthropologie bei Henry Devenish Skinner, der später sein Mentor und Kollege wurde. Da es nicht möglich war, die Anthropologie auf ein fortgeschrittenes Niveau zu bringen, graduierte er in Pädagogik, dem einzig verfügbaren sozialwissenschaftlichen Fach. Seine Magisterarbeit über die Soziologie der Tuahiwi-Māori spiegelte sein frühes Interesse an der Maori-Kultur wider.
Von 1935 bis 1937 arbeitete Duff als Kadett im öffentlichen Dienst von Samoa. Er beabsichtigte eine sozialanthropologische Studie durchzuführen, was sich jedoch als unmöglich erwies. Die zwei Jahre in Samoa förderten sein Interesse an polynesischer Kultur. Er lernte etwas Samoanisch und sammelte Artefakte, die sich heute im Canterbury Museum befinden. Im Jahr 1938 wurde er zum Ethnologen am Canterbury Museum ernannt. Im Dezember 1938 heiratete er in Christchurch Deirdre Milligan. Die Ehe wurde 1953 geschieden. 1948 wurde er Nachfolger von Robert Alexander Falla als Direktor des Canterbury Museums.
Sein erstes Forschungsprojekt, ab 1939, war die Ausgrabung von gut erhaltenen vollständigen Moa-Skeletten im Pyramid Valley in North Canterbury. 1942 folgten Ausgrabungen in der archäologischen Stätte Wairau Bar im Marlborough District, die sich über viele weitere Jahre erstreckten. Jim Eyles, der zu dieser Zeit noch ein Schuljunge war und später selbst ein erfolgreicher Archäologe werden sollte, war einige Zeit als Assistent von Duff tätig. Anhand der in Wairau Bar entdeckten Artefakte konnte Duff schlüssig belegen, dass die Moa-Jäger eine frühe Maori-Kultur darstellten. Die Ergebnisse der Wairau-Bar-Ausgrabungen veröffentlichte Duff 1950 in seinem Werk The moa-hunter period of Maori culture. Dafür wurde er 1951 zum Doktor der Wissenschaften (DSc) an der University of New Zealand promoviert. In erster Linie für seine Arbeit in Wairau Bar erhielt Duff eine Reihe anderer akademischer Ehrungen und Auszeichnungen, darunter 1948 die Percy Smith Medal von der University of Otago, 1952 ein Stipendium der Royal Society of New Zealand und 1956 den Hector Memorial Medal and Prize der Royal Society of New Zealand. Der Duff Peak in der Antarktis trägt seinen Namen.
Roger Duff schrieb kurze, populärwissenschaftliche und akademische, gut illustrierte Artikel über Pyramid Valley und Wairau Bar. Trotz der schlechten Ausgrabungstechniken in Wairau Bar gilt seine Beschreibung der materiellen Kultur der neuseeländischen Polynesier und ihrer Beziehungen zu anderen polynesischen Kulturen als Meilenstein in der Erforschung der neuseeländischen Vorgeschichte.
Mit einem Stipendium des British Council erhielt Duff im Jahr 1947 die Gelegenheit, Museen im Vereinigten Königreich zu besuchen. Zu dieser Zeit waren er und Skinner an Verhandlungen über den Erwerb der Oldman-Sammlung von Artefakten der Maori und Polynesiern beteiligt. Duff besuchte den Sammler und Händler William Ockelford Oldman in London und 1948 wurde die Sammlung von der neuseeländischen Regierung gekauft, die ursprünglich für das damalige Dominion Museum bestimmt war. Duff erreichte jedoch, dass sie unter die großen Museen Neuseelands aufgeteilt wurde.
Duff leitete viele Jahre die archäologische Gruppe des Canterbury Museum. Ein SEATO-Stipendium und ein Reisestipendium der Wenner-Gren Foundation for Anthropological Research im Jahr 1961 ermöglichten es ihm, Steindechsel in südostasiatischen Museen zu studieren. Er leitete zwei archäologische Expeditionen zu den Cookinseln zwischen 1962 und 1964 und 1969 war er Mitglied auf der Cook Bicentenary Expedition der Royal Society of New Zealand.
Duff führte durch eine lange Periode stabiler Verwaltung und sicherer Finanzierung. Unter seiner Leitung wurde die Gebäudegröße des Museums verdreifacht und der Mitarbeiterstab verfünffacht. 1977 wurde die Antarktis-Ausstellung eröffnet, in Anerkennung für das lange Engagement des Canterbury Museums in der Südpolarforchung. Seit 1978 heißt der Flügel, der die Ausstellung beherbergt, Roger-Duff-Flügel.  Ein Stipendium des Winston Churchill Memorial Trust im Jahr 1967 ermöglichte es Duff, Museen in Übersee zu besuchen und neue Ideen zu sammeln. 1964 heiratete er seine Sekretärin Myrtle Jessie McLachlan.
Von 1969 bis 1970 organisierte er eine Ausstellung über James Cook für die Art Galleries and Museums Association of New Zealand, wo er von 1949 bis zu seinem Tod Ratsmitglied war. Für seine Beiträge zur Museumsbewegung erhielt er 1977 den Orden Commander of the British Empire.
Duff war in frühen Jahren in der New Zealand Archaeological Association aktiv. Er wirkte bei der UNESCO mit und organisierte 1975/1976 unter seiner Schirmherrschaft die Wanderausstellung The Art of Oceania.

## Schriften (Auswahl)
- The Evolution of Native Culture in New Zealand: Moa Hunters, Morioris, Maoris, 1947
- The moa-hunter period of Maori culture, 1950
- Moas and Moa-hunters, 1951
- Recent Māori Occupation of Notornis Valley, Te Anau, 1952
- Excavation of House-pits at Pari Whakatau Pa, Claverley, Marlborough; The Waitara Swamp Search, 1961
- Stone Adzes of Southeast Asia: An Illustrated Typology, 1970
- Prehistory of the Southern Cook Islands, 1974
- The Art of Oceania: Unesco Travelling Exhibition, 1975